# قلعه‌نو چمن‌زمین
قلعه‌نو چمن‌زمین، روستایی از توابع بخش کهریزک شهرستان ری در استان تهران ایران است.

## جمعیت
این روستا در دهستان کهریزک قرار دارد و براساس سرشماری مرکز آمار ایران در سال ۱۳۸۵، جمعیت آن ۴۴۲ نفر (۳۰۱خانوار) بوده‌است.